# Dissociazione (neuropsicologia)
La dissociazione è un principio metodologico neuropsicologico per scoprire la multicomponenzialità dei processi cognitivi usando diversi compiti.
Se alla base della mente vi sono diversi moduli, ognuno specifico per una data funzione, la lesione di uno specifico modulo causerà un deficit nei compiti cognitivi in cui si ritiene sia implicato il modulo, e solo in quelli. Altri compiti invece non saranno deficitari poiché non viene danneggiato il modulo implicato. 

## Dissociazione semplice
Si verifica quando un paziente (o un gruppo di pazienti) presenta risultati diversi in due compiti diversi (C1 e C2). Se il paziente ha una prestazione nettamente patologica per C1 e una prestazione normale per C2, si ha una dissociazione forte e si può concludere che i due compiti dipendono da due sottosistemi separati e isolabili (questa inferenza è però ingiustificata nel caso in cui i due compiti differiscano molto per risorse richieste nell'esecuzione, cioè se un compito è molto facile e l'altro è molto difficile). Se il paziente ha una prestazione nettamente patologica per C1 e una prestazione migliore ma comunque sotto la norma per C2, si ha una dissociazione debole e non si può trarre la conclusione diretta del caso precedente.

## Dissociazione doppia
Si verifica quando, sottoponendo due pazienti (o due gruppi di pazienti) alle stesse due prove (C1 e C2), entrambi i pazienti presentano dissociazione semplice, ma un paziente presenta una dissociazione semplice opposta rispetto all'altro, cioè in pratica il paziente P1 esegue bene C1 e male C2, e il paziente P2 esegue male C1 e bene C2. Se la dissociazione semplice è forte per entrambi, allora si ha una dissociazione doppia forte. Questa situazione consente di concludere che i compiti C1 e C2 soggiaciono a funzioni distinte e indipendenti l'una dall'altra e presentano una localizzazione cerebrale differente.
La doppia dissociazione è la prova più evidente e significativa dell'esistenza di due sistemi separati, due moduli cognitivi per l'esecuzione dei due compiti che possono essere compromessi singolarmente da una lesione.
La doppia dissociazione è lo strumento più potente per dimostrare la specializzazione funzionale cerebrale.